# Aloys Hirt

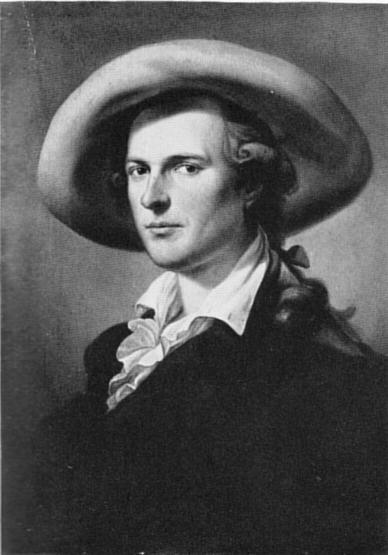
Aloys Hirt

Aloys Hirt, född 27 juni 1759 i Behla (numera Hüfingen), död 29 juni 1837 i Berlin, var en tysk arkeolog och konsthistoriker. 
Hirt var professor i arkeologi vid Berlins universitet. Hans förnämsta arbeten är Die Baukunst nach den Grundsätzen der Alten (1809), Geschichte der Baukunst bei den Alten (1820–27) och Geschichte der bildenden Künste bei den Alten (1833).